# Fièvre
Fièvre (auf Deutsch Fieber) ist ein französischer Stummfilm aus dem Jahr 1921 von Louis Delluc.

## Handlung
Zentrum der Handlung ist eine Hafenbar in Marseille, die der Wirt Topinelli betreibt. Er ist mit Sarah verheiratet, die gern und ausgiebig mit Männern, vorzugsweise Matrosen, die hier einkehren, flirtet. Diesmal schäkert sie mit einem eher unattraktiven Büroangestellten, währenddessen sich die Straßenhure Patience (auf Deutsch: Geduld) in einer Ecke betrinkt und auf einen Kunden, „ihren“ Matrosen, wartet. Auch Sarah denkt sehnsüchtig an einen Matrosen zurück. Er heißt Militis und ging einst auf große Fahrt in Richtung Osten. Für ihren Mann gegenüber empfindet sie nur noch Verachtung und Abscheu. Als Militis nach Marseille zurückkehrt, hat er eine Orientalin mitgebracht, die er geheiratet hat. Prompt kehrt er in Topinellis Bar ein. Damit geraten die Dinge in rasante Bewegung, an dessen Ende es zur Katastrophe kommt.
Militis erkennt Sarah und will mit ihr tanzen. Der unansehnliche Büroangestellte macht Topinelli darauf aufmerksam, woraufhin im Barbetreiber die Eifersucht aufsteigt. Sarah hat nichts dagegen, mit Militis zu tanzen, ihr Mann hingegen sehr wohl. Er wird eifersüchtig, da er sofort erkennt, dass sich zwischen seiner Frau und dem heimgekehrten Seemann etwas abspielt. Als die Orientalin eine hübsche Blume am Schankbüfett sieht, die sie gern haben möchte und ein Herr mit grauem Hut sie ihr daraufhin anzustecken versucht, wird auch Topinelli eifersüchtig. Plötzlich geraten Topinelli und Militis aneinander. und es kommt zum heftigen Streit. Während die zwei sich prügeln, hetzt die dritte Eifersüchtige im Bunde, Sarah, die Kneipenhuren gegen die Orientalin auf. Bei der umfassenden Schlägerei stirbt Militis. Die Polizei rückt an und findet ein Schlachtfeld vor. Sarah sitzt trauernd neben ihrem toten Liebsten, und die Orientalin lässt die hübsche Blume achtlos fallen, da diese nur aus Plastik ist.

## Produktionsnotizen
Fièvre – das titelgebende Fieber soll auf die allgemeine, erotisch aufgeheizte Stimmung der Protagonisten hinweisen – war der bekannteste Film Dellucs und lief in Frankreich am 24. September 1921 an. Eine deutsche Aufführung ist nicht auszumachen.
Der Film sollte eigentlich „La boue“ (Schmutz, Dreck, Morast) heißen. Dieser Titel wurde aber von der Filmzensur nicht zugelassen.
Delluc hatte diesen Stoff zunächst zu einem Theaterstück verarbeitet.
Der bekannte Maler und Designer Francis Jourdain schuf zusammen mit Robert-Jules Garnier die Filmbauten.

## Rezeption
„In ‚Fièvre‘ werden menschliche Typen nüchtern charakterisiert und die Poesie des Hafens wird lebendig. Delluc benutzte hier auch Rückblendungen.“

„Hier versuchte er [Delluc] dem französischen Kino Wahrhaftigkeit durch ein Höchstmaß an Echtheit, an Naturalismus zu verleihen. Er verband einen klaren Erzählrhythmus mit einem bis dahin ungewohnten Maß an Poesie sowie der inneren Stimmigkeit der Handlung als auch der Figuren zu einem atmosphärisch dichten und filmästhetischen Ganzen. Außerdem wurde mit ‚Fièvre‘ erstmals das fotografische Prinzip der Tiefenschärfe erfolgreich eingesetzt.“

„Ein für Delluc sehr kennzeichnendes Motiv: das verletzte Dasein, das Aufgaben jeder Hoffnung. Die Träume und Sehnsüchte erweisen sich als künstlich. Zugleich illustriert Fieber den Wunsch, aus der Wirklichkeit zu entfliehen.“